# Liste de l'observatoire mondial des monuments (1996)
Pour les articles homonymes, voir Liste de l'observatoire mondial des monuments.
Cet article recense les sites concernés par l'observatoire mondial des monuments en 1996.

## Généralités
L'observatoire mondial des monuments (World Monuments Watch en anglais) est le programme principal du Fonds mondial pour les monuments (World Monuments Fund), une organisation non gouvernementale à but non lucratif basée à New York, aux États-Unis. Cet observatoire a pour but d'identifier et de préserver les biens culturels importants en danger.
Tous les deux ans depuis 1996, le programme publie la liste des 100 sites les plus en danger, nécessitant des efforts de protection et de financement urgents. Ces sites sont proposés par les gouvernements, des organismes privés actifs dans le domaine patrimonial ou des individus. La liste est produite par un panel d’experts internationaux en architecture, archéologie, histoire de l'art et préservation ou restauration de sites patrimoniaux.

## Liste
| Site                                                                 | Lieu                                        | Pays               | Notes | Coords.                              | Photo |
| -------------------------------------------------------------------- | ------------------------------------------- | ------------------ | --- | ------------------------------------ | ----- |
| Butrint                                                              | Saranda, Vlorë                              | Albanie            | Également présent sur la liste de 1998 | 37° 49′ nord, 20° 00′ est            |       |
| Festspielhaus Hellerau                                               | Dresde, Saxe                                | Allemagne          | | 51° 03′ 54″ nord, 13° 27′ 04″ est    |       |
| San Ignacio Miní                                                     | San Ignacio, Misiones                       | Argentine          | Inscrite au patrimoine mondial comme partie des missions jésuites des Guaranis                                                                   | 29° 30′ sud, 55° 35′ ouest           |       |
| Église franciscaine                                                  | Innere Stadt, Vienne                        | Autriche           | | 48° 12′ 11″ nord, 16° 22′ 27″ est    |       |
| Palais du Belvédère                                                  | Landstrasse, Wieden, Vienne                 | Autriche           | | 48° 11′ 17″ nord, 16° 22′ 51″ est    |       |
| Moulin de Morgan Lewis                                               | Saint Andrew                                | Barbade            | | 13° 16′ 06″ nord, 59° 34′ 30″ ouest  |       |
| Tour et Taxis                                                        | Bruxelles, Bruxelles-Capitale               | Belgique           | Également présent sur les listes de 1998 et 2000                                                                                                 | 50° 51′ 41″ nord, 4° 20′ 52″ est     |       |
| El Pilar                                                             | San Ignacio, Cayo                           | Belize             | | 17° 15′ 24″ nord, 89° 09′ 19″ ouest  |       |
| Palais royaux d'Abomey                                               | Abomey                                      | Bénin              | Également présents sur la liste de 1998 ; inscrits au patrimoine mondial                                                                         | 4° 42′ nord, 1° 59′ est              |       |
| Počitelj                                                             | Čapljina, Herzégovine-Neretva               | Bosnie-Herzégovine | Également présent sur la liste de 1998 | 43° 06′ 20″ nord, 17° 43′ 52″ est    |       |
| Parc national de la Serra da Capivara                                | São Raimundo Nonato, Piauí                  | Brésil             | | 8° 41′ 54″ sud, 42° 36′ 02″ ouest    |       |
| Églises rupestres d'Ivanovo                                          | Ivanovo, Ivanovo                            | Bulgarie           | Également présentes sur la liste de 2000 | 41° 52′ nord, 25° 53′ est            |       |
| Cavalier de Madara                                                   | Madara, Choumen                             | Bulgarie           | Également présent sur la liste de 1998 ; inscrit au patrimoine mondial                                                                           | 41° 29′ nord, 27° 07′ est            |       |
| Angkor                                                               | Angkor, Siem Reap, Siem Reap                | Cambodge           | Inscrit au patrimoine mondial | 10° 58′ nord, 103° 45′ est           |       |
| Moaïs                                                                | Île de Pâques                               | Chili              | Également présent sur la liste de 2000 ; inscrits au patrimoine mondial comme partie du parc national de Rapa Nui                                | 27° 15′ 25″ sud, 109° 21′ 18″ ouest  |       |
| Orongo                                                               | Île de Pâques                               | Chili              | Également présent sur la liste de 2000 ; inscrit au patrimoine mondial comme partie du parc national de Rapa Nui                                 | 27° 11′ 38″ sud, 109° 26′ 33″ ouest  |       |
| Rano Raraku                                                          | Île de Pâques                               | Chili              | Également présent sur la liste de 2000 ; inscrit au patrimoine mondial comme partie du parc national de Rapa Nui                                 | 27° 09′ 32″ sud, 109° 17′ 14″ ouest  |       |
| Églises de Chiloé                                                    | Chiloé, Lacs                                | Chili              | Inscrites au patrimoine mondial | 42° 28′ 31″ sud, 73° 29′ 28″ ouest   |       |
| Funiculaires de Valparaiso                                           | Valparaíso                                  | Chili              | Également présents sur la liste de 2014 ; inscrits au patrimoine mondial comme partie du quartier historique de la ville portuaire de Valparaíso | 33° 01′ 38″ sud, 71° 41′ 36″ ouest   |       |
| Site dynastique Liao                                                 | Chifeng, Mongolie-Intérieure                | Chine              | | 42° 14′ 35″ nord, 118° 52′ 22″ est   |       |
| Sanxingdui                                                           | Guanghan, Sichuan                           | Chine              | | 30° 59′ 38″ nord, 104° 11′ 31″ est   |       |
| Manoir Namseling                                                     | Zhanang, Tibet                              | Chine              | Également présent sur la liste de 1998 | 29° 13′ 56″ nord, 91° 31′ 59″ est    |       |
| Vieux port de Dubrovnik                                              | Dubrovnik, Dubrovnik-Neretva                | Croatie            | | 42° 36′ 44″ nord, 18° 06′ 27″ est    |       |
| Monastère de Lopud                                                   | Lopud, près de Dubrovnik, Dubrovnik-Neretva | Croatie            | | 42° 34′ 01″ nord, 17° 56′ 56″ est    |       |
| Tvrđa (en)                                                           | Osijek, Osijek-Baranja                      | Croatie            | | 45° 33′ 40″ nord, 18° 41′ 46″ est    |       |
| Centre historique de Split                                           | Split, Split-Dalmatie                       | Croatie            | | 43° 28′ 17″ nord, 16° 25′ 56″ est    |       |
| Palais de Dioclétien                                                 | Split, Split-Dalmatie                       | Croatie            | | 41° 40′ nord, 16° 23′ est            |       |
| Couvent de Santa Clara de Asís                                       | Santa Clara, Villa Clara                    | Cuba               | | 22° 24′ 23″ nord, 79° 58′ 04″ ouest  |       |
| Complexe du sultan al-Achraf Qaitbay (en)                            | Le Caire, Le Caire                          | Égypte             | | 30° 02′ 38″ nord, 31° 16′ 30″ est    |       |
| Église de la Compagnie                                               | Quito, Pichincha                            | Équateur           | | 0° 13′ 33″ sud, 78° 30′ 50″ ouest    |       |
| Maisons maures de Grenade                                            | Grenade, Andalousie                         | Espagne            | | 37° 06′ 55″ nord, 3° 36′ 08″ ouest   |       |
| Chaco Culture National Historical Park                               | Comté de McKinley, Nouveau-Mexique          | États-Unis         | | 36° 04′ nord, 107° 58′ ouest         |       |
| Cimetière Lafayette n ° 1                                            | La Nouvelle-Orléans, Louisiane              | États-Unis         | Également présent sur la liste de 2006 | 29° 55′ 43″ nord, 90° 05′ 03″ ouest  |       |
| Eastern State Penitentiary                                           | Philadelphie, Pennsylvanie                  | États-Unis         | Également présent sur la liste de 2000 | 39° 57′ 53″ nord, 75° 10′ 22″ ouest  |       |
| Sud d'Ellis Island                                                   | Port de New York, New York et New Jersey    | États-Unis         | Également présent sur la liste de 2006 | 40° 41′ 28″ nord, 74° 02′ 28″ ouest  |       |
| Conservatory of Flowers                                              | San Francisco, Californie                   | États-Unis         | | 37° 46′ 05″ nord, 122° 27′ 36″ ouest |       |
| Église de la Sainte-Ascension d'Unalaska                             | Unalaska, Alaska                            | États-Unis         | | 53° 52′ 22″ nord, 166° 32′ 10″ ouest |       |
| Missions espagnoles du Nouveau-Mexique (en)                          | Nouveau-Mexique                             | États-Unis         | |                                      |       |
| Réseau hydraulique médiéval de Castelnau-Pégayrols                   | Castelnau-Pégayrols, Aveyron                | France             | | 44° 07′ 34″ nord, 2° 55′ 53″ est     |       |
| Église monolithe de Saint-Émilion                                    | Saint-Émilion, Gironde                      | France             | | 44° 53′ 24″ nord, 0° 09′ 23″ ouest   |       |
| Monastère de Pitareti                                                | Tetritskaro, Basse Kartlie                  | Géorgie            | | 41° 28′ 31″ nord, 44° 19′ 11″ est    |       |
| Synagogue Etz Hayyim                                                 | La Canée, Crète                             | Grèce              | | 35° 30′ 56″ nord, 24° 01′ 00″ est    |       |
| Paysage culturel Moruka (en)-Waini                                   | Villages warao, Barima-Waini                | Guyana             | |                                      |       |
| Pavillions du jardin du château de Buda                              | 1er arrondissement, Budapest                | Hongrie            | Inscrit au patrimoine mondial | 47° 29′ 34″ nord, 19° 02′ 23″ est    |       |
| Taj Mahal                                                            | Agra, Uttar Pradesh                         | Inde               | | 27° 10′ 11″ nord, 78° 02′ 32″ est    |       |
| Fort de Jaisalmer                                                    | Jaisalmer, Rajasthan                        | Inde               | | 26° 54′ 46″ nord, 70° 54′ 45″ est    |       |
| Borobudur                                                            | Magelang, Java central                      | Indonésie          | | 10° 06′ sud, 110° 10′ est            |       |
| Monastère de Clonmacnoise                                            | Offaly                                      | Irlande            | | 53° 19′ 16″ nord, 7° 59′ 29″ ouest   |       |
| Ville blanche                                                        | Tel-Aviv-Jaffa                              | Israël             | | 29° 57′ nord, 34° 46′ est            |       |
| Gemeindehaus                                                         | Colonie allemande (en), Haïfa               | Israël             | Également présent sur la liste de 1998 |                                      |       |
| Ruines sur la Centa (it)                                             | Albenga, Ligurie                            | Italie             | Ruines du site d'Albingaunum situées près du fleuve                                                                                              | 44° 02′ 49″ nord, 8° 12′ 47″ est     |       |
| Basilique San Giacomo Maggiore                                       | Bologne, Émilie-Romagne                     | Italie             | | 44° 29′ 30″ nord, 11° 20′ 56″ est    |       |
| Jardins de la villa Medicea di Castello                              | Florence, Toscane                           | Italie             | | 43° 48′ 57″ nord, 11° 13′ 41″ est    |       |
| Grotte de Saint-Michel-Archange                                      | Olevano sul Tusciano, Campanie              | Italie             | | 40° 40′ 03″ nord, 15° 02′ 48″ est    |       |
| Site archéologique de Pompéi                                         | Pompei, Campanie                            | Italie             | Également présent sur la liste de 1998 ; inscrit au patrimoine mondial                                                                           | 38° 52′ nord, 14° 28′ est            |       |
| Basilique Santi Ambrogio e Carlo al Corso                            | Rome, Latium                                | Italie             | | 41° 54′ 06″ nord, 12° 28′ 40″ est    |       |
| Basilique souterraine de la porte Majeure                            | Rome, Latium                                | Italie             | Également présente sur la liste de 1998 | 41° 53′ 18″ nord, 12° 30′ 59″ est    |       |
| Domus aurea                                                          | Rome, Latium                                | Italie             | | 41° 53′ 16″ nord, 12° 29′ 42″ est    |       |
| Temple d'Hercule Olivarius                                           | Rome, Latium                                | Italie             | | 41° 53′ 06″ nord, 12° 28′ 50″ est    |       |
| Statue du Colleone                                                   | Venise, Vénétie                             | Italie             | | 45° 26′ 09″ nord, 12° 20′ 29″ est    |       |
| Hypogée de Santa Maria in Stelle (it)                                | Vérone, Vénétie                             | Italie             | Également présent sur la liste de 2006 |                                      |       |
| Pétra                                                                | Gaia                                        | Jordanie           | Également présent sur les listes de 1998, 2000, 2002 et 2016 ; inscrit au patrimoine mondial                                                     | 30° 17′ 43″ nord, 35° 26′ 33″ est    |       |
| Vat Sisakhet                                                         | Vientiane                                   | Laos               | Également présent sur la liste de 1998 | 17° 57′ 30″ nord, 102° 36′ 40″ est   |       |
| Vallée de l'Abava (en)                                               | Talsi, Tukums, Kuldīga                      | Lettonie           | Également présente sur la liste de 1998 | 57° nord, 24° est                    |       |
| Vieux Tyr                                                            | Tyr                                         | Liban              | | 33° 16′ 15″ nord, 35° 11′ 46″ est    |       |
| Djenné-Djeno                                                         | Djenné, Mopti                               | Mali               | | 13° 53′ 07″ nord, 4° 32′ 24″ ouest   |       |
| Synagogue Ibn Danan                                                  | Fès, Fès-Meknès                             | Maroc              | | 34° 03′ 08″ nord, 4° 59′ 32″ ouest   |       |
| Sijilmassa                                                           | Moulay Ali Cherif, Drâa-Tafilalet           | Maroc              | | 31° 16′ 20″ nord, 4° 17′ 23″ ouest   |       |
| Sanctuaire de Jésus Nazareno de Atotonilco                           | Atotonilco, Guanajuato                      | Mexique            | Inscrit au patrimoine mondial | 21° 00′ 02″ nord, 100° 47′ 41″ ouest |       |
| Peinture murales modernes                                            | Mexico                                      | Mexique            | |                                      |       |
| Fort de San Juan de Ulúa                                             | Veracruz, Veracruz                          | Mexique            | Également présent sur la liste de 2000 | 19° 12′ 17″ nord, 96° 07′ 53″ ouest  |       |
| Chapelles indiennes du Yucatán                                       | Yucatán                                     | Mexique            | |                                      |       |
| Palais d'hiver du Bogdo Khan                                         | Oulan-Bator                                 | Mongolie           | Également présent sur les listes de 1998 et 2000                                                                                                 | 47° 53′ 39″ nord, 106° 54′ 24″ est   |       |
| Île de Mozambique                                                    | Nampula                                     | Mozambique         | Également présente sur la liste de 2014 | 15° 11′ 10″ sud, 40° 43′ 44″ est     |       |
| Teku Thapathali                                                      | Katmandou                                   | Népal              | Également présent sur les listes de 2000 et 2002                                                                                                 |                                      |       |
| Gompas du Haut-Mustang                                               | Lo Mantang, Mustang                         | Népal              | Également présent sur la liste de 1998 |                                      |       |
| Église de Vågå                                                       | Vågåmo, Oppland                             | Norvège            | | 61° 52′ 25″ nord, 9° 05′ 53″ est     |       |
| Tamba Wari                                                           | Delta de l'Indus, Sind                      | Pakistan           | |                                      |       |
| Centre historique de Cuzco                                           | Cuzco                                       | Pérou              | Également présent sur les listes de 2000 et 2002 ; inscrit au patrimoine mondial                                                                 | 13° 30′ 59″ sud, 71° 58′ 41″ ouest   |       |
| Église San Cristóbal de Rapaz (es)                                   | Rapaz, Lima                                 | Pérou              | Également présente sur la liste de 2002 | 10° 52′ 26″ sud, 76° 42′ 17″ ouest   |       |
| Pétroglyphes d'Angono                                                | Angono, Rizal                               | Philippines        | | 14° 31′ 58″ nord, 121° 11′ 12″ est   |       |
| Basilique Sainte-Marie                                               | Cracovie, Petite-Pologne                    | Pologne            | | 50° 03′ 31″ nord, 19° 56′ 21″ est    |       |
| Église Saint-Michel-Archange de Dębno (en)                           | Nowy Targ, Petite-Pologne                   | Pologne            | Également présente sur la liste de 1998 | 49° 27′ 59″ nord, 20° 12′ 43″ est    |       |
| Rue Próżna                                                           | Varsovie, Mazovie                           | Pologne            | | 52° 14′ 01″ nord, 21° 00′ 19″ est    |       |
| Sites d'art rupestre préhistorique de la vallée de Côa               | Vila Nova de Foz Côa, Guarda                | Portugal           | Inscrit au patrimoine mondial | 38° 47′ nord, 6° 43′ ouest           |       |
| Jardins du château de Český Krumlov                                  | Český Krumlov, Bohême-du-Sud                | République tchèque | | 48° 48′ 42″ nord, 14° 19′ 08″ est    |       |
| Abbaye de Kladruby                                                   | Kladruby, Plzeň                             | République tchèque | | 49° 42′ 32″ nord, 12° 59′ 44″ est    |       |
| Église Szent Imre de Ghelința (hu)                                   | Ghelința, Covasna                           | Roumanie           | Également présente sur la liste de 1998 | 45° 56′ 36″ nord, 26° 14′ 52″ est    |       |
| Ensemble sculptural de Constantin Brâncuși                           | Târgu Jiu, Gorj                             | Roumanie           | | 45° 02′ 02″ nord, 23° 17′ 07″ est    |       |
| Pogost de Kiji                                                       | Kiji, Carélie                               | Russie             | Inscrit au patrimoine mondial | 60° 52′ nord, 35° 12′ est            |       |
| Palais Alexandre                                                     | Pouchkine, Saint-Pétersbourg                | Russie             | Également présent sur la liste de 1998 | 59° 43′ 07″ nord, 30° 23′ 33″ est    |       |
| Paanajärvi (en)                                                      | Carélie                                     | Russie             | Également présent sur les listes de 1998 et 2000                                                                                                 | 64° 58′ 20″ nord, 32° 50′ 00″ est    |       |
| Jodensavanne                                                         | Para                                        | Suriname           | Également présent sur la liste de 2000 | 5° 24′ 42″ nord, 54° 57′ 50″ ouest   |       |
| Sites historiques de Kilwa Kisiwani                                  | Kilwa, Lindi                                | Tanzanie           | Également présents sur la liste de 2008 | 9° 06′ 36″ sud, 39° 31′ 16″ est      |       |
| Ruines d'Ayutthaya et autres sites inondés le long de la Chao Phraya | Ayutthaya                                   | Thaïlande          | Trois sites dans le parc historique d'Ayutthaya                                                                                                  | 14° 20′ 52″ nord, 100° 33′ 38″ est   |       |
| Cathédrale d'Ani                                                     | Ani                                         | Turquie            | Également présente sur les listes de 1998, 2000 et 2002 ; inscrite au patrimoine mondial                                                         | 40° 30′ 09″ nord, 43° 34′ 22″ est    |       |
| Église du Saint-Sauveur d'Ani                                        | Ani                                         | Turquie            | Également présente sur les listes de 1998, 2000 et 2002 ; inscrite au patrimoine mondial                                                         | 40° 30′ 12″ nord, 43° 34′ 36″ est    |       |
| Çatal Höyük                                                          | Çumra                                       | Turquie            | Également présent sur la liste de 2000 | 37° 39′ 47″ nord, 32° 49′ 40″ est    |       |
| Sainte-Sophie                                                        | Istanbul                                    | Turquie            | Également présente sur la liste de 1998 | 41° 00′ 17″ nord, 28° 58′ 48″ est    |       |
| Chersonèse                                                           | Sébastopol                                  | Ukraine            | Également présent sur les listes de 1998 et 2002                                                                                                 | 44° 36′ 29″ nord, 33° 29′ 36″ est    |       |
| Mausolée de l'empereur Minh Mạng                                     | Hué                                         | Viêt Nam           | | 16° 22′ 59″ nord, 107° 34′ 13″ est   |       |
| Sanctuaire de Mỹ Sơn                                                 | Quảng Nam                                   | Viêt Nam           | Inscrit au patrimoine mondial | 15° 28′ 46″ nord, 108° 33′ 58″ est   |       |
| Synagogue de Subotica                                                | Subotica, Voïvodine                         | Yougoslavie        | Également présente sur les listes de 2000, 2002 et 2006                                                                                          | 46° 06′ 01″ nord, 19° 40′ 04″ est    |       |
| Khami                                                                | Bulawayo                                    | Zimbabwe           | Également présent sur la liste de 2000 ; inscrit au patrimoine mondial                                                                           | 20° 09′ 30″ sud, 28° 22′ 36″ est     |       |